# David Lanta

David Lanta est un ancien joueur français de volley-ball né le 23 novembre 1984 à Clamart (Hauts-de-Seine). Il mesure 1,84 m et joue libéro.
Il est maintenant moniteur de golf dans le domaine de la Bretesche.

## Biographie
Il met fin à sa carrière de volleyeur professionnel en 2016 et devient moniteur de golf.

## Clubs
| Club              | De        | À         |
| ----------------- | --------- | --------- |
| Club Alès CVB     | 2004-2005 | 2005-2006 |
| GFCO Ajaccio      | 2006-2007 | 2007-2008 |
| Cambrai VB        | 2008-2009 | 2010-2011 |
| Saint-Nazaire VBA | 2011-2012 | 2015-2016 |

## Palmarès
- Vainqueur ligue B en 2013